# Glen A. Larson
Glen Albert Larson (Los Angeles, 3 gennaio 1937 – Santa Monica, 14 novembre 2014) è stato un autore televisivo e produttore televisivo statunitense.

## Biografia
È noto per aver creato diverse serie televisive di successo – quali Galactica (1978), Quincy, Supercar (Knight Rider), Automan, Buck Rogers, Magnum, P.I. – ed ha al suo attivo anche alcune esperienze alla regia.

## Premi e riconoscimenti
- Emmy Award
  - 1978: Nominato per Outstanding Drama Series, per Quincy, M.E.
- Grammy Award
  - 1979: Nominato per Best Album of Original Score Written for a Motion Picture or Television Special, per Battlestar Galactica  (nomination condivisa con Stu Phillips, John Andrew Tartaglia, e Sue Collins)
- Edgar Award
  - 1973: vincitore de Miglior Episodio di una - serie TV, per Uno sceriffo a New York, "The New Mexico Connection"
  - 1981: vincitore de Migliore Episodio di una - serie TV, per Magnum, P.I., "China Doll" (con Donald P. Bellisario)

La stella di Larson è presente nella Hollywood Walk of Fame per il suo contributo all'industria televisiva.

## Filmografia

### Autore

#### Dal 1966 al 1980
- Il fuggiasco (The Fugitive) - serie TV, episodio 3x39  (1966)
- Twelve O'Clock High - serie TV, episodio 3x10 (1966)
- Operazione ladro (It Takes a Thief) - serie TV, 19 episodi (1968-1970)
- Uno sceriffo a New York (McCloud) - serie TV, 11 episodi (1970-1977)
- Il virginiano (The virginian)  - serie TV, episodio 9x04 (1970)
- Due onesti fuorilegge (Alias Smith and Jones) - serie TV, 50 episodi (1971-1973)
- The Six Million Dollar Man: Wine, Women and War, regia di Russ Mayberry  - film TV (1973)
- Fools, Females and Fun, regia di Lou Antonio - film TV (1974)
- Get Christie Love! - serie TV,  episodi 1x13-1x22 (1975)
- Benny and Barney: Las Vegas Undercover, regia di Ron Satlof - film TV (1977)
- Nel tunnel dei misteri con Nancy Drew e gli Hardy Boys (The Hardy Boys/Nancy Drew Mysteries) - serie TV, 30 episodi (1977-1978)
- Battlestar Galactica, regia di Richard A. Colla - film TV (1978)
- Switch - serie TV, 71 episodi (1975-1978)
- Quincy - serie TV, 148 episodi (1976-1983)
- Evening in Byzantium - miniserie TV, 1x01-1x02 (1978)
- The Islander, regia di Paul Krasny - film TV (1978)
- A Double Life, regia di Daniel Haller - film TV (1978)
- Truck Driver - serie TV, 47 episodi (1978-1981)
- Capitan Rogers nel 25º secolo (Buck Rogers in the 25th Century), regia di Daniel Haller (1979)
- Galactica (Battlestar Galactica) - serie TV, 21 episodi (1978–1979)
- Sword of Justice - serie TV, 10 episodi  (1978)
- Galactica: l'attacco dei cylon (Mission Galactica: The Cylon Attack), regia di Vince Edwards e Christian I. Nyby II (film cinema) (1979)
- Buck Rogers - serie TV, 25 episodi (1979-1981)
- Lobo - serie TV, 38 episodi (1979-1981)

#### Dal 1980 al 1990
- Battles: The Murder That Wouldn't Die, regia di Ron Satlof - film TV (1980)
- Galactica 1980 - serie TV, 10 episodi (1980)
- Nightside, regia di Bernard L. Kowalski - film TV (1980)
- Conquest of the Earth, regia di Barry Crane, Sidney Hayers e Sigmund Neufeld Jr. - film TV (1980)
- Professione pericolo (The Stunt Man) - serie TV, 112 episodi (1981-1986)
- Terror at Alcatraz, regia di Sidney Hayers - film TV (1982)
- Rooster, regia di Russ Mayberry - film TV (1982)
- Simon & Simon - serie TV, episodio 2x01 (1982)
- Supercar - serie TV, 86 episodi (1982-1986)
- Manimal - serie TV, 8 episodi (1983)
- Trauma Center - serie TV, 13 episodi (1983)
- Automan - serie TV, 13 episodi (1983-1984)
- Masquerade - serie TV, 13 episodi (1983-1984)
- Cover Up - serie TV, 22 episodi (1984-1985)
- Half Nelson - serie TV, 8 episodi (1985)
- In Like Flynn, regia di Richard Lang - film TV (1985)
- Crazy Dan, regia di Stuart Margolin - film TV (1986)
- Il giustiziere della strada - serie TV, 7 episodi (1987)
- I predatori della strada (The Road Raiders), regia di Richard Lang - film TV (1989)
- Chameleons, regia di Glen A. Larson - film TV (1989)

#### Dal 1990 al 2021
- Supercar 2000 - Indagine ad alta velocità (Knight Rider 2000), regia di Alan J. Levi - film TV (1991)
- Palm Springs, operazione amore (P.S.I. Luv U) - serie TV, 13 episodi (1991)
- Staying Afloat, regia di Eric Laneuville - film TV (1993)
- Hawaii - Missione speciale (One West Waikiki) - serie TV, 19 episodi (1994)
- Night Man, regia di Nick Daniel, Mark Jones e Glen A. Larson - film TV (1997)
- Night Man - serie TV, 44 episodi (1997–1999)
- The Darwin Conspiracy, regia di Winrich Kolbe - film TV (1999)
- Fermati (Millennium Man) regia di Bradford May - film TV (1999)
- Battlestar Galactica - miniserie TV, episodi 1x01-1x02 (2003)
- Battlestar Galactica - serie TV, 73 episodi (2004-2007)
- Battlestar Galactica - Razor, regia di Félix Enríquez Alcalá - film TV (2007)
- Knight Rider - serie TV, 17 episodi[1] (2008-2009)[2]
- Caprica (2010) - serie TV, 18 episodi (2009-2010)
- Battlestar Galactica: Blood & Chrome, regia di Jonas Pate - film TV (2012)
- Magnum P.I. - serie TV, 65 episodi[3] (2018-2021) - postumi
- Hawaii Five-0 - serie TV, episodio 10x12[4] (2020) - postumo

### Produttore

#### Dal 1968 al 1980
- Operazione ladro (It Takes a Thief) - serie TV, 38 episodi (1968-1970)
- Il virginiano (The Virginian) - serie TV, 6 episodi (1970-1971)
- Uno sceriffo a New York (McCloud) - serie TV, 37 episodi (1970; 1972-1977)
- Due onesti fuorilegge (Alias Smith and Jones) - serie TV, 38 episodi (1971-1972)
- The Six Million Dollar Man: Wine, Women and War, regia di Russ Mayberry  - film TV (1973)
- The Six Million Dollar Man: The Solid Gold Kidnapping, regia di Russ Mayberry - film TV (1973)
- Fools, Females and Fun, regia di Lou Antonio - film TV (1974)
- Get Christie Love! - serie TV, 10 episodi (1975)
- Switch - serie TV, 24 episodi (1975-1976)
- Quincy - serie TV, 17 episodi (1976-1977)
- Nel tunnel dei misteri con Nancy Drew e gli Hardy Boys (The Hardy Boys/Nancy Drew Mysteries) - serie TV, 46 episodi (1977-1979)
- Benny and Barney: Las Vegas Undercover, regia di Ron Satlof - film TV (1977)
- Galactica (Battlestar Galactica) - serie TV, 21 episodi (1978–1979)
- The Islander, regia di Paul Krasny - film TV (1978)
- A Double Life, regia di Daniel Haller - film TV (1978)
- Sword of Justice - serie TV, 10 episodi  (1978)
- Evening in Byzantium - miniserie TV, 2 episodi (1978)
- Truck Driver - serie TV, 47 episodi (1978-1981)
- The Secret Empire - serie TV, episodio 1x02 (1979)
- Capitan Rogers nel 25º secolo (Buck Rogers in the 25th Century), regia di Daniel Haller (1979)
- Galactica: l'attacco dei cylon (Mission Galactica: The Cylon Attack), regia di Vince Edwards e Christian I. Nyby II (film cinema) (1979)
- Buck Rogers - serie TV, 21 episodi (1979)
- Lobo - serie TV, 38 episodi (1979-1981)

#### Dal 1980 al 1990
- Battles: The Murder That Wouldn't Die, regia di Ron Satlof - film TV (1980)
- Galactica 1980 - serie TV, 10 episodi (1980)
- Conquest of the Earth, regia di Barry Crane, Sidney Hayers e Sigmund Neufeld Jr. - film TV (1980)
- Magnum, P.I. - serie TV, 152 episodi (1980-1988)
- Nightside, regia di Bernard L. Kowalski - film TV (1980)
- Professione pericolo (The Stunt Man) - serie TV, 112 episodi (1981-1986)
- Fitz and Bones - serie TV, 4 episodi (1981)
- Supercar - serie TV, 85 episodi (1982-1986)
- Terror at Alcatraz, regia di Sidney Hayers - film TV (1982)
- Rooster, regia di Russ Mayberry - film TV (1982)
- Manimal - serie TV, 8 episodi (1983)
- Trauma Center - serie TV, 13 episodi (1983)
- Automan - serie TV, 13 episodi (1983-1984)
- Cover Up - serie TV, 7 episodi (1984)
- Half Nelson - serie TV, numero di episodi sconosciuti (1985)
- In Like Flynn, regia di Richard Lang - film TV (1985)
- Il giustiziere della strada - serie TV, numero di episodi sconosciuto (1987)
- I predatori della strada (The Road Raiders), regia di Richard Lang - film TV (1989)
- Chameleons, regia di Glen A. Larson - film TV (1989)

#### Dal 1990 al 2024
- Palm Springs, operazione amore (P.S.I. Luv U) - serie TV, 13 episodi (1991)
- Hawaii - Missione speciale (One West Waikiki) - serie TV, 19 episodi (1994)
- Night Man - serie TV, 3 episodi (1997–1999)
- Team Knight Rider - serie TV, 22 episodi (1997)
- The Darwin Conspiracy, regia di Winrich Kolbe - film TV (1999)
- Fermati (Millennium Man) regia di Bradford May - film TV (1999)
- Battlestar Galactica - miniserie TV, episodi 1x01-1x02 (2003)
- Battlestar Galactica - serie TV, 73 episodi (2004-2007)
- Battlestar Galactica - Razor, regia di Félix Enríquez Alcalá - film TV (2007)
- Battlestar Galactica: Razor Flashbacks - serie di cortometraggi TV, 7 episodi (2007)
- Knight Rider (2008) - serie TV, 18 episodi (2008-2009)
- Caprica (2010) - serie TV, 18 episodi (2009-2010)
- Battlestar Galactica: Blood & Chrome, regia di Jonas Pate - film TV (2012)
- The Fall Guy, regia di David Leitch (2024)